# همسبونده
همسبونده (به آلمانی: Hemsbünde) یک شهر در آلمان است که در Bothel واقع شده‌است.
 همسبونده  ۱٬۲۷۳ نفر جمعیت دارد.